# Édouard Driault
Édouard Driault, född 1864, död 1947, var en fransk historieprofessor.
Av Driaults arbeten, som främst behandlar Napoleon I och hans tid märks La politique orientale de Napoléon. Sébastiani et Gardane 1806-1808 (1904), Études napoléoniennes. Napoléon en Italie (1906), Napoléon et l'Éurope (5 band, 1909-27), La question d'Orient depuis ses origines jusqu'a nos jours (5:e upplagan 1912), Le grand empire (1924), La vrai figure de Napoléon (1928), samt Le roi de Rome (1928). 1921 grundade Driault Revue des études napoléoniennes.